# Wittebroodsweken
Wittebroodsweken is de periode van de eerste weken na de huwelijksvoltrekking, waarin het getrouwd paar niet gestoord mag worden door visite, vertegenwoordigers van verzekeringsmaatschappijen en anderen.
De naam verwijst naar het idee dat in de eerste weken het huwelijk vooral nog een feestelijk aanzien heeft en er alleen witbrood, ooit een luxegoed, gegeten zou worden. In deze periode vindt vaak ook de huwelijksreis plaats, wellicht een overblijfsel van de tijd van de bruidroof.
De term wordt ook overdrachtelijk gebruikt om de eerste maanden van een relatie aan te geven waarbij verliefdheid de boventoon voert en de eerste maanden van een pensionering.